# Kernkraftwerk Cofrentes

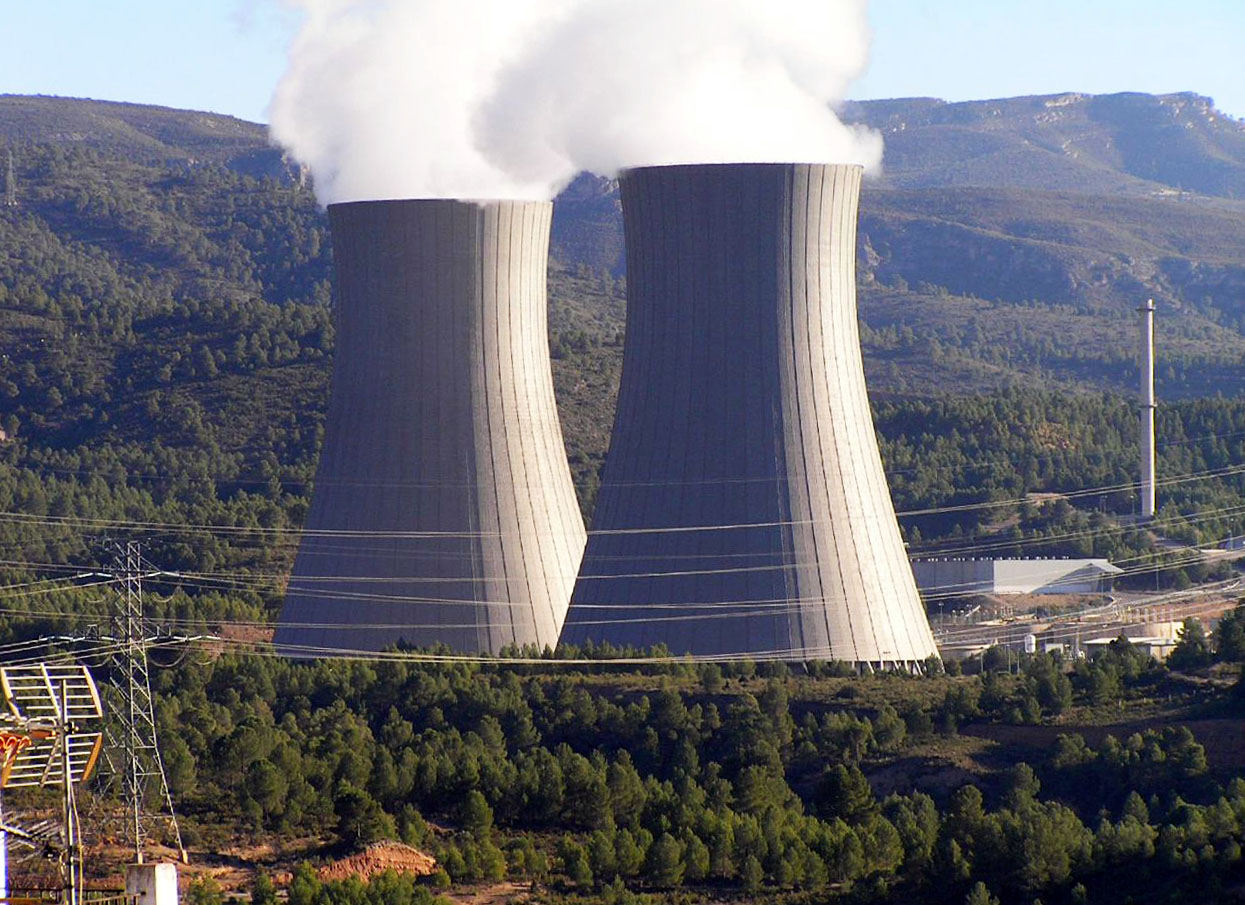
Die Kühltürme des Kernkraftwerks

Das Kernkraftwerk Cofrentes (spanisch Central nuclear de Cofrentes, Abkürzung CNC) ist im Osten Spaniens etwa 70 Kilometer Luftlinie westsüdwestlich von Valencia gelegen und besteht aus einem Siedewasserreaktor. Als einziges europäisches KKW sammelt Cofrentes seine flüssigen radioaktiven Abfälle vor der Abgabe in den Fluss Júcar in zwei im Freien gelegenen Becken. Zwar sind die Abwässer zuvor im Inneren der Anlage schon etwas abgeklungen; dennoch liegen die Aktivitätswerte in der Umgebung des Werks – v. a. bei besonderen Wetterlagen wie Hitze oder Wind – jeweils etwas höher als in der weiteren Umgebung.
Der General-Electric-Reaktor mit einer elektrischen Nettoleistung von 1064 MW ist der stärkste Spaniens. Baubeginn war am 9. September 1975. Der Reaktor wurde am 23. August 1984 zum ersten Mal kritisch, erstmals am 14. Oktober 1984 mit dem Stromnetz synchronisiert und nahm am 11. März 1985 den kommerziellen Leistungsbetrieb auf. Es handelt sich um die Schwesteranlage des Schweizer KKW Leibstadt, das zwischen Basel und Konstanz liegt.

## Daten der Reaktorblöcke
Das Kernkraftwerk Cofrentes hat einen Kraftwerksblock:
| Reaktorblock | Reaktortyp         | Netto- leistung | Brutto- leistung | Baubeginn  | Netzsyn- chronisation | Kommer- zieller Betrieb | Abschal- tung |
| ------------ | ------------------ | --------------- | ---------------- | ---------- | --------------------- | ----------------------- | ------------- |
| Cofrentes    | Siedewasserreaktor | 1064 MW         | 1102 MW          | 09.09.1975 | 14.10.1984            | 11.03.1985              |               |